# ФК Етър (Велико Търново)
Вижте пояснителната страница за други значения на Етър.
ФК „Етър“ е футболен клуб, създаден във Велико Търново на 24 април 1924 г.

## История

### Ранни години
ФК „Етър“ е създаден през 1924 г. чрез обединяването на съществувалите дотогава „Младежки спортен клуб“, „Слава“, „Феникс“ и „Виктория“. Името „ЕТЪР“ идва след много горещи спорове – обединеният отбор получава славянското име на река Янтра – „Етър“, което значи „бързотечаща вода“. През 1926 г. клубът за първи път участва в държавното първенство. През периода 1946 – 1957 г. носи имената „Трапезица“, „Ударник“, „Червено знаме“, „Спарта“ и ДНА. Поради строежа на Ивайло от 1954 до 1958 отборът играе на игрище „Спартак“. От 1969 г. отборът играе в А група с две кратки прекъсвания между 1975-79 и 1980-81 г. През 1974 г. Етър играе за купата на УЕФА и е отстранен от Интер.

### Международни участия
На международното поприще Етър представя България повече от добре – през 1982 г. в Индонезия отборът печели силен турнир. През 1983 г. отборът играе под името Б национален отбор на турнир в Португалия. При първото си участие за Интертото Етър заема първото място в своята група в надпревара с отбори от Швеция, Чехословакия и Германия. Най-големите си успехи отборът постига през годините 1989 – 1991 г., когато печели две трети места (1989 и 1990), два полуфинала за купата на България (1990 и 1991), както и шампионската титла през 1991 г. и последната купа на БФС (бившата купа на Съветската армия). През тези години в отбора играят футболисти като Трифон Иванов (1983 – 1988), Красимир Балъков (1983 – 1990), Илиян Киряков (1984 – 1991), Бончо Генчев (1987 – 1991), Цанко Цветанов (1988 – 1993), Александър Димов, Николай Донев, Емил Димитров. Старши треньор на шампионския отбор е Георги Василев, а помощник-треньор – Стоян Петров.
За КЕШ Етър среща шампиона на Германия Кайзерслаутерн, като малко не достига на отбора да го отстрани. През следващите 2 години отборът заема 4-та позиция. През 1995 г., вече под ръководството на Стоян Петров, отборът става първият носител на Купата на Лигата, а след още 2 играе финал.

### Изпадане от А група
През 1998 г. Етър изпада в Б група, а през 2000 г. отборът стига до дъното и изпада във В група. От 2003 г. мъжкият отбор на „Етър“ престава да съществува и клубът вече поддържа само детско-юношеска школа. През сезон 2013/2014 г. разполага с два отбора – юноши старша възраст и деца.

## Завръщане в елита
На 17 юли 2013 г. е създаден СФК „Етър Велико Търново“, който след три години участие в Северозападната В група през 2016 г. завършва първи и влиза в професионалния футбол. „Виолетовите“ стават безапелационен първенец и на Втора лига през сезона 2016/2017 година, като извоюват място в Първа лига. След края на сезон 2017/2018 г. отборът зае 11-о място в класирането на елита с 40 точки-10 победи, 10 равни, 16 загуби в 36 мача. Сезон 2018/2019 г. е повече от успешен и болярите завършват на седмото място с 60 точки, но губят бараж за Лига Европа от Левски на „Герена“ с 0:1. Етър се завръща отново в Първа Лига през сезон 2023/2024 г. Старши треньор на отбора до 30 септември 2023 г. е Емануел Луканов, а на 2 октомври Светослав Петров заменя Луканов на поста старши треньор.

### Хронология
- 1919 г. – създава се първият великотърновски футболен клуб – МСК. Две години по-късно той се преименува на СК „Слава“, а през 1922 г. голяма част от основателите на МСК напускат и основават „Феникс“, „Виктория“ и „България“.
- 1924 г. – на 24 април ФК „Етър“ (Велико Търново) е създаден след обединяването на СК „Слава“, „Феникс“, „Виктория“, „България“ и други три квартални тима.
- 1925 г. – първо участие в държавното първенство, което се провежда на елиминационен принцип.
- 1930 г. – „Етър“ достига до полуфиналите на първенството.
- 1946 – 1956 г. – отбор с името „Етър“ не съществува, тъй като практиката в този период е да се създават тимове на ведомствен принцип. Така във Велико Търново се появяват „Ударник“, ДНА и „Червено знаме“.
- 1957 г. – ведомственият принцип се премахва и „Етър“ се завръща на футболната карта.
- 1958 г. – на 24 май официално е открит стадион „Ивайло“, където „Етър“ започва да играе мачовете си.
- 1960 г. – „Етър“ достига до полуфинал за Националната купа (тогава купа на Съветската армия), след като на четвъртфиналите отстранява ЦДНА (ЦСКА) след победа в София.
- 1969 г. – Велико Търново вече е част от А група, тъй като „Етър“ завършва на първо място в Северната Б РФГ и се класира в елита. До 1998 г. тимът играе там с две кратки прекъсвания – 1975 – 79 г. и 1980 – 81 г.
- 1974 г. – Етър“ завършва четвърти в шампионата и се класира за евротурнирите. За купата на УЕФА отборът среща италианския „Интер“. В двата мача от есента на 1974 г. „Етър“ завършва 0:0 във Велико Търново и губи 0:3 в Милано.
- 1981 г. – под името Б национален отбор печели купата на град Джакарта, след като побеждава Мексико, Тайланд и домакините от Индонезия и завършва наравно с Южна Корея.
- 1986 г. – трето място за „Етър“ в турнира за Националната купа (тогава купа на НРБ), след като в мача за бронзовите медали побеждава „Сливен“. Първо участие в европейския турнир „Интертото“.
- 1987 г. – при второто си участие в „Интертото“ великотърновци печелят групата си. Те постигат убедителни победи срещу немския „Рот-Вайс“ (Ерфурт), шведския „Норкьопинг“ и чешкия „Руда хвезда“.
- 1988 г. – Печели Българо-Италианската купа побеждавайки на полуфинала „Палермо“ с 1:0 (Илиян Киряков) и на финала „Вилаграция ди Карини“ с 3:2 (Захари Минчев, Емил Димитров и Христо Михайлов). Третия мач е с „Теразини“ 6:2 (Минчев -2, Бончо Генчев, Георги Трендафилов, Мирослав Байчев и Илиян Киряков).
- 1989 г. – трето място в първенството на България и трето участие в „Интертото“.
- 1990 г. – отново бронзови медали от държавния шампионат. Освен това „Етър“ достига полуфинал за купата на НРБ.
- 1991 г. – най-успешната година в историята на великотърновския футбол. „Етър“ триумфира с шампионската титла на страната, а също така печели купата на БФС и играе полуфинал за Националната купа (вече купа на България). „Болярите“ стигат до златните медали в първенството безапелационно, със седем точки повече от допълващите челната тройка ЦСКА и „Славия“. Старши треньор на шампионския тим е Георги Василев, негов помощник – Стоян Петров, а сред футболистите са Бончо Генчев, Илиян Киряков, Красимир Балъков, Трифон Иванов, Цанко Цветанов и др. През есента на 1991 г. „Етър“ среща германския шампион „Кайзерслаутерн“ в турнира за купата на Европейските шампиони. „Виолетовите“ губят в Германия с 0:2, а във Велико Търново водят с 1:0 до последната минута, когато немците вкарват за крайното 1:1.
- 1992 г. – четвърто място в първенството.
- 1993 г. – във втора поредна година „Етър“ заема четвъртата позиция. Освен това стига до полуфинал за купата на България и финал за Балканската купа.
- 1994 г. – на 21 юли на „Ивайло“ тържествено са посрещнати петима бивши футболисти на „Етър“ – Красимир Балъков, Трифон Иванов, Илиян Киряков, Цанко Цветанов и Бончо Генчев. Те са в основата на най-големия успех на националния отбор – четвъртото място на Световното първенство в САЩ.
- 1995 г. – тимът става първият носител на купата на ПФЛ. През същата година играе в „Интертото“.
- 1998 г. – „Етър“ изпада от А група.

- 2000 г. – тимът отпада и от Б група.

## Успехи
А група
- Шампион (1 път) – 1991 г.
  -  Бронзов медал (2): 1989, 1990

Царска купа
- Полуфиналист (1) – 1930

Купа на Съветската армия
- Полуфиналист (1) – 1961

Купа на България
- Полуфиналист (2 пъти) – 1990 и 1991 г.

Купа на БФС
- Носител (1 път) – 1991 г.

Купа на ПФЛ
- Носител (1 път) – 1995 г.

Купа на европейските шампиони
- 1/16-финалист (1 път) – 1992 г.

Интертото
- 1 място (1 път) – 1987 г.

Българо-Италианска купа
- Носител (1 път) – 1988 г.

Балканска купа
- Финалист (1): 1993

Купа на Джакарта (Индонезия)
- Носител (1 път) – 1981 г.

## Участия в ЕКТ
Купа на УЕФА, Шампионска лига и Интертото
| Сезон     | Турнир         | Етап      | Страна | Отбор                 | Домакин | Гост | Резултат   |
| --------- | -------------- | --------- | ------ | --------------------- | ------- | ---- | ---------- |
| 1971      | Балканска купа | Група А   |        | Црвенка               | 1:1     | 2:4  | 3-то място |
| 1971      | Балканска купа | Група А   |        | Беса (Кавая)          | 2:0     | 1:2  | 3-то място |
| 1974 – 75 | Купа на УЕФА   | 1 кръг    |        | Интер (Милано)        | 0:0     | 0:3  | 0:3        |
| 1987      | Интертото      | група 7   |        | Руда Хвезда (Хеб)     | 5:2     | 2:3  | 1-во място |
| 1987      | Интертото      | група 7   |        | Норкьопинг            | 3:1     | 0:1  | 1-во място |
| 1987      | Интертото      | група 7   |        | Рот Вайс (Ерфурт)     | 3:0     | 0:0  | 1-во място |
| 1989      | Интертото      | Група 3   |        | Белинзона             | 0:0     | 1:1  | 3-то място |
| 1989      | Интертото      | Група 3   |        | Тирол (Инсбрук)       | 2:1     | 0:4  | 3-то място |
| 1989      | Интертото      | Група 3   |        | Изо-Вац               | 0:0     | 0:1  | 3-то място |
| 1990-91   | Балканска купа | 1/4 финал |        | Офи Крит              | 0:0     | 1:2  | 1:2        |
| 1991-92   | КЕШ            | 1 кръг    |        | Кайзерслаутерн        | 1:1     | 0:2  | 1:3        |
| 1992-93   | Балканска купа | 1/4 финал |        | Кършияка (Измир)      | 5:1     | 1:4  | 6:5        |
| 1992-93   | Балканска купа | 1/2 финал |        | Дачия Унирея (Браила) | 2:1     | 0:0  | 2:1        |
| 1992-93   | Балканска купа | Финал     |        | Едесайкос (Едеса)     | 1:0     | 1:3  | 2:3        |
| 1995      | Интертото      | група 9   |        | Чеахлул (Пятра Нямц)  | –       | 0:2  | 5-то място |
| 1995      | Интертото      | група 9   |        | Боби (Бърно)          | 3:2     | -    | 5-то място |
| 1995      | Интертото      | група 9   |        | Грьонинген            | –       | 0:3  | 5-то място |
| 1995      | Интертото      | група 9   |        | Беверен               | 1:2     | –    | 5-то място |

## Почетни листи вПърва лигаи А РФГ
| Място | Име               | Мачове |
| ----- | ----------------- | ------ |
| 1     | Георги Георгиев   | 290    |
| 2     | Стефан Лъхчиев    | 199    |
| 3     | Цветомир Първанов | 196    |
| 4     | Емил Димитров     | 190    |
| 5     | Христо Михайлов   | 179    |
| 6     | Георги Василев    | 175    |
| 7     | Захари Минчев     | 171    |
| 8     | Стефан Грозданов  | 166    |
| 9     | Георги Цингов     | 162    |
| 10    | Стефан Чакъров    | 158    |

| Място | Име              | Голове |
| ----- | ---------------- | ------ |
| 1     | Димитър Цеков    | 60     |
| 2     | Митко Аргиров    | 57     |
| 3     | Георги Цингов    | 38     |
| 4     | Ивелин Младенов  | 37     |
| 5     | Красимир Балъков | 35     |
| 6     | Бончо Генчев     | 31     |
| 7     | Георги Луканов   | 29     |
| 8     | Игор Кислов      | 25     |
| 9     | Никола Велков    | 23     |
| 10    | Кънчо Йорданов   | 23     |
| 11    | Радия Дойчев     | 23     |

- Данните са до 15 януари 2019.

## Известни футболисти на ФК „Етър“
- Красимир Балъков
- Трифон Иванов
- Цанко Цветанов
- Кирил Ивков
- Бончо Генчев
- Илиян Киряков
- Здравко Здравков
- Пламен Гетов
- Стефан Величков
- Георги Василев
- Стефан Чакъров
- Стефан Грозданов
- Стоян Коцев
- Стефан Павлов
- Мартин Станков
- Сашо Ангелов
- Тодор Колев
- Димитър Цеков
- Ангел Червенков
- Георги Георгиев
- Игор Кислов
- Валентин Игнатов
- Георги Попиванов
- Иван Близнаков
- Мирослав Миронов
- Стефан Лъхчиев
- Калоян Чакъров
- Йордан Петков
- Румен Иванов
- Николай Донев
- Калин Банков
- Кънчо Йорданов
- Симеон Терзийски

Георги Гайдаров 

## Великотърновски футболисти играли за националния отбор
- Красимир Балъков – 92 мача/16 гола (1988 – 2003)
- Трифон Иванов – 76 мача/6 гола (1988 – 1998)
- Илиян Киряков – 53 мача/5 гола (1988 – 1996)
- Цанко Цветанов – 40 мача (1991 – 1996)
- Бончо Генчев – 12 мача (1990 – 1996)
- Йордан Петков – 6 мача (2001 – 2003)
- Калоян Чакъров – 2 мача